# 포스텍
포스텍(ForceTec)은 중장비 대여 및 기자재 공급업을 하는 STX그룹의 전 계열사이다. STX조선해양의 기업회생 절차로 인해 그룹에서 분리되고 자금사정이 악화되어 회생 절차를 밟고 있다.